# Parque vía
Pour plus de détails, voir Fiche technique et Distribution.
Parque vía est un film mexicain réalisé par Enrique Rivero, sorti en 2008.
Il remporte le Léopard d'or au Festival international du film de Locarno 2008 et la Montgolfière d'or au Festival des trois continents 2008.

## Synopsis
Beto est le gardien d'une maison à Mexico et ne communique qu'avec la propriétaire de la maison et Lupe, sa maitresse.

## Fiche technique
- Titre français : Parque vía
- Réalisation et scénario : Enrique Rivero
- Pays d'origine :  Mexique
- Format : couleurs - 35 mm - 1,85:1 - Dolby Digital
- Genre : drame
- Durée : 86 minutes
- Dates de sortie :
  - Mexique : 1er mars 2008 (Festival international du film de Mexico); 4 décembre 2009 (sortie nationale)
  - Suisse : 7 août 2008 (Festival international du film de Locarno 2008);
  - France : 1er décembre 2008 (Festival des trois continents 2008); 4 juillet 2009 (sortie nationale)

## Distribution
- Nolberto Coria : Beto
- Nancy Orozco : Lupe
- Tesalia Huerta : la propriétaire

## Distinctions
- Léopard d'or au Festival international du film de Locarno 2008
- Montgolfière d'or et Prix d’interprétation masculine pour Norberto Coria au Festival des trois continents 2008